# Кастелачо (Терни)
Кастелачо је насеље у Италији у округу Терни, региону Умбрија.
Према процени из 2011. у насељу је живело 116 становника. Насеље се налази на надморској висини од 94 м.